# Maestro d'Isacco

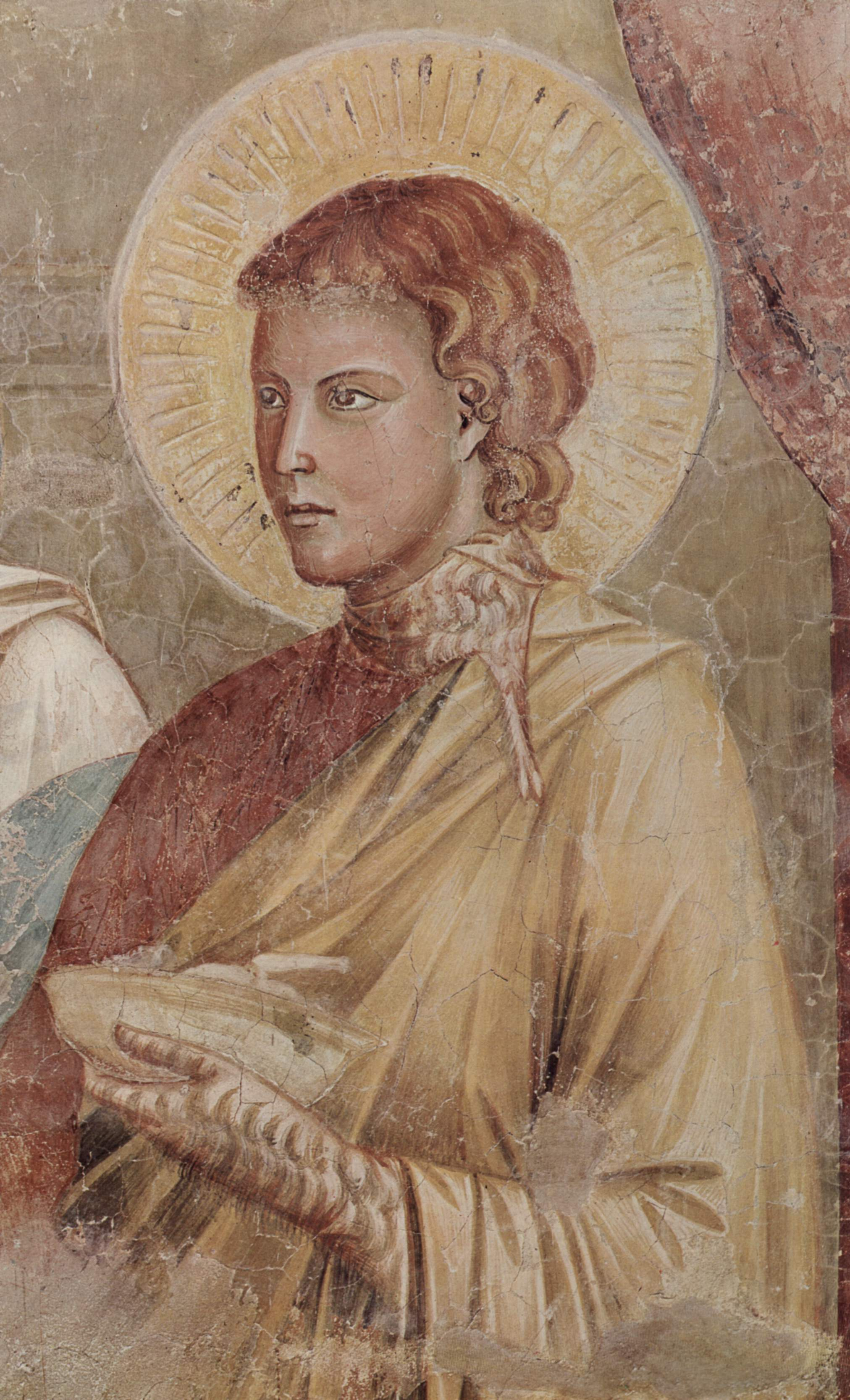
Giacobbe, dettaglio dell'affresco Isacco benedice Giacobbe basilica superiore

Il cosiddetto Maestro d'Isacco, o meglio il Maestro delle Storie di Isacco (fine XIII secolo), è stato un pittore italiano.

## Biografia
Due scene affrescate nel registro superiore della Basilica di San Francesco di Assisi, che narrano la storia biblica della Morte d'Isacco, sono di una modernità tale che da sempre ha fatto discutere sull'attribuzione di questi affreschi ad un pittore di grosso bagaglio tecnico e rientrano a pieno titolo in quella che è definita la "Questione giottesca".
Trovandosi nel registro superiore della Basilica accanto ai pre-giotteschi di scuola romana (Jacopo Torriti e Filippo Rusuti) e ai toscani (seguaci e allievi di Duccio di Boninsegna e Cimabue), il Maestro d'Isacco spicca in volumetria e tridimensionalità anticipando di diversi anni la rivoluzione pittorica di Giotto.
Per questo motivo si è pensato ad un maestro romano all'apice della propria attività (Pietro Cavallini) o ad un allievo di Cimabue, da identificarsi proprio con il giovanissimo Giotto.

## Gli affreschi

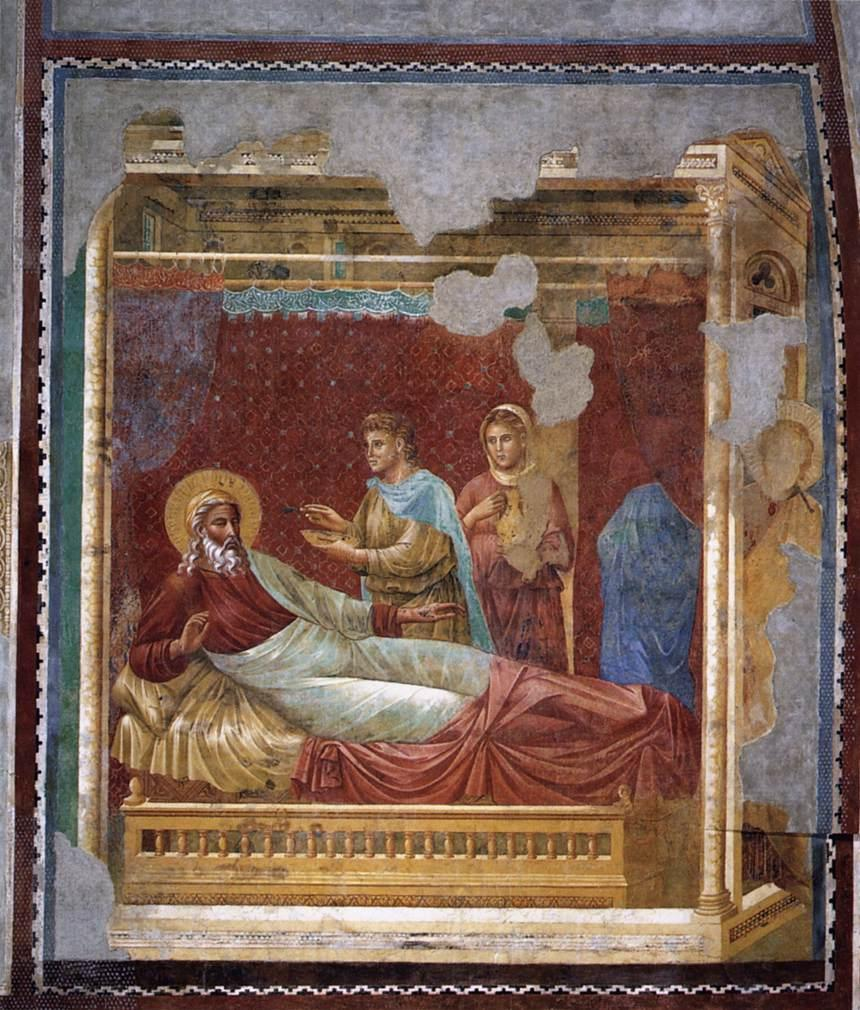
Maestro d'Isacco, Isacco respinge Esaù, Assisi, Basilica Superiore di San Francesco

I due affreschi mostrano Isacco che benedice Giacobbe (Genesi 27, 1-29) e Isacco che respinge Esaù (Genesi 27, 30-40).
L'ambientazione degli affreschi è uguale: Isacco cieco giace sul letto di morte in primo piano, un secondo personaggio (prima Giacobbe e poi Esaù) in secondo piano proteso verso la figura del padre, un terzo piano è occupato dalla figura di Rebecca che sorveglia preoccupata che l'inganno dello scambio dei fratelli riesca.
In ambedue le scene una pesante cortina chiude lo sfondo come un'edicola della sacra rappresentazione mettendo in risalto, come una scatola tridimensionale, la volumetria dei personaggi che agiscono nello spazio scenico: una finta architettura in lieve assonometria fa infatti da cornice all'ambiente dove si trova il letto di Isacco composto da un solido parallelepipedo.
L'iato fra le due scene è la presenza di una figura che solleva Isacco nell'atto di benedire Giacobbe (che lui crede Esaù) e la cortina sollevata da Rebecca forma delle pieghe che danno ancora più movimento alla scena.
Il Maestro d'Isacco, per il suo elevato livello tecnico, può essere considerato uno dei primi pittori gotici italiani, distaccandosi per originalità e tecnica dai pittori della sua età.

## La questione di Giotto ad Assisi

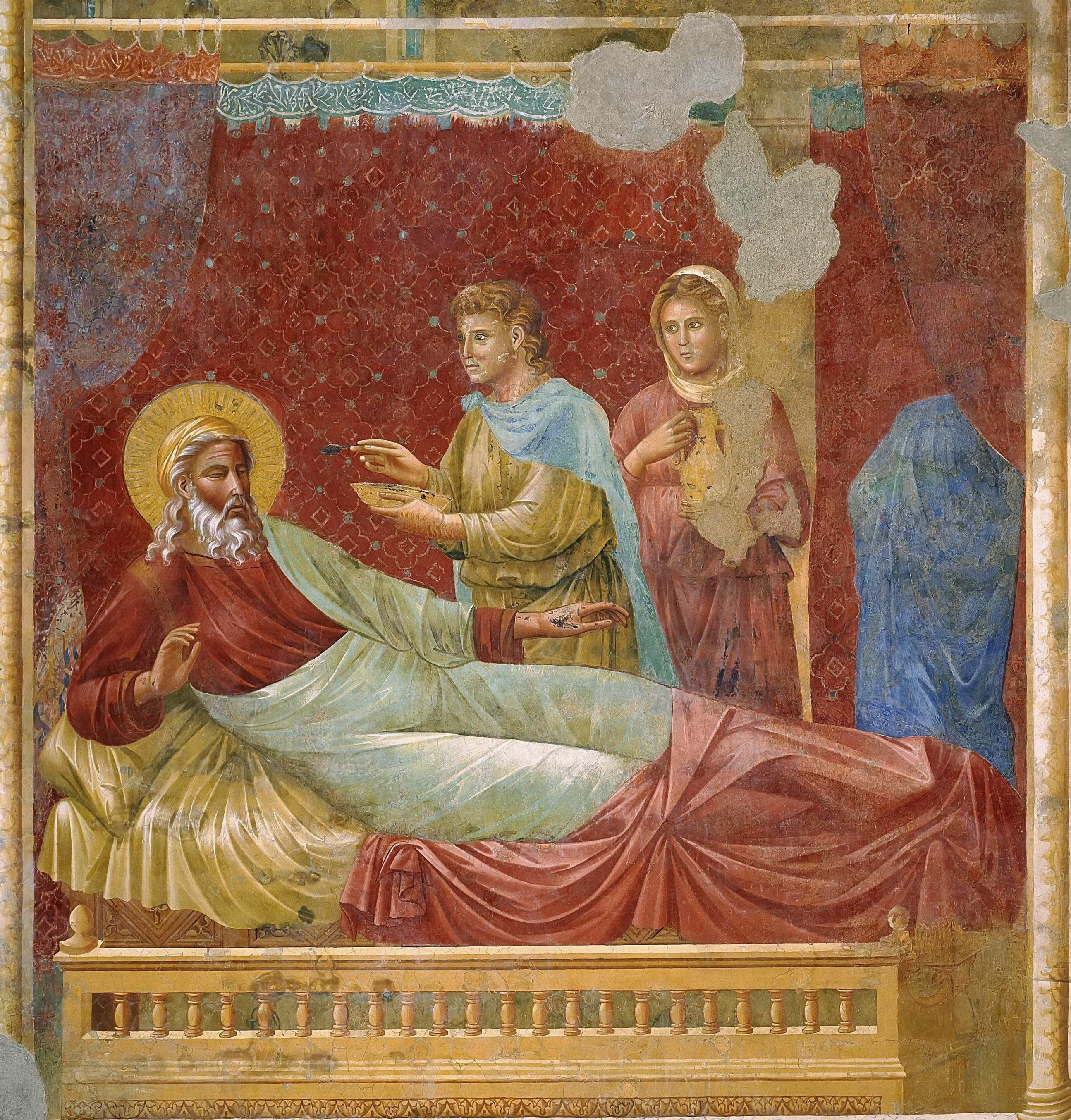
Isacco respinge Esaù, dettaglio

Da molti decenni è stata messa in seria discussione la tradizionale attribuzione a Giotto degli affreschi della Vita di San Francesco della Basilica Superiore, soprattutto ad opera di studiosi e critici d'arte di area anglosassone (Rintelen, Oertel, Meiss). Gli studiosi italiani rimangono invece in buona parte convinti della bontà della tesi vasariana della sicura attribuzione a Giotto. Di recente l'intervento di Bruno Zanardi, restauratore della Basilica di Assisi dopo il terremoto del 1997, ha dato un altro forte scossone alla secolare diatriba, ribadendo l'opinione di Federico Zeri che riconosceva la mano di un pittore di scuola romana, forse Pietro Cavallini, l'unico grande pittore gotico che stranamente non è presente nel Cantiere di Assisi, dove invece lavorarono gli altri pittori romani suoi contemporanei Jacopo Torriti e Filippo Rusuti.
L'attribuzione a Cavallini degli affreschi di San Francesco, anche se ancora minoritaria fra gli storici dell'arte, getterebbe nuova luce sul Maestro d'Isacco, i cui affreschi sono forse i più vicini al Cavallini sia tecnicamente, sia per i colori caldi e gli incarnati così simili a quelli degli affreschi di Santa Cecilia in Trastevere.
Nonostante questo, le attribuzioni più accettate sono ancora quelle di Giotto oppure (meno accreditata) di un Arnolfo di Cambio che accanto a quelle di scultore e architetto aggiungerebbe una rara perizia pittorica.

## Opere principali
Al Maestro di Isacco sono attribuite una serie di storie dell'Antico testamento nella basilica superiore di Assisi, tra cui:
- Benedizione di Isacco a Giacobbe, 1291-1295 circa, 300x300 cm
- Esaù respinto da Isacco, 1291-1295 circa, 300x300 cm
- Giuseppe calato nel pozzo, 1291-1295 circa, 300x300 cm
- Ritrovamento della coppa nel sacco di Beniamino, 1291-1295 circa, 300x300 cm
- Uccisione di Abele, 1291-1295 circa, 300x300 cm
- Volta dei Dottori della Chiesa, 1291-1295 circa (in larga parte distrutto nel terremoto del 1997)